# حي الأخضر

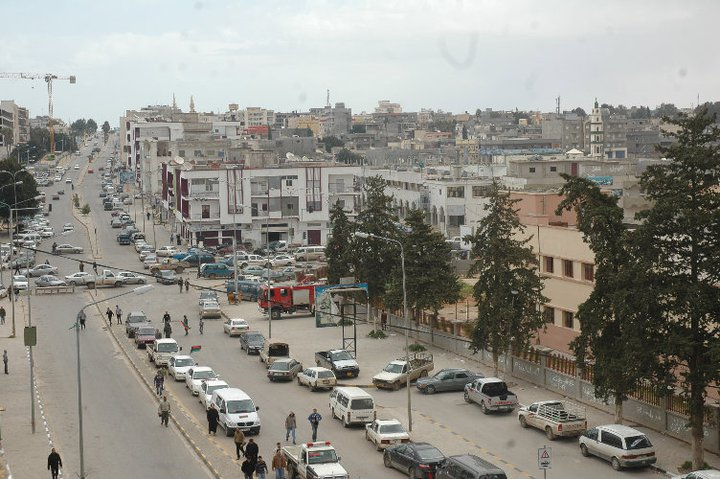
منظر لحي الأخضر في عام 2011

حي الأخضر يقع غرب حي رابعة العدوية وسط مدينة البيضاء في ليبيا. ويوجد بالحي سوق الأخضر أهم أسواق المدينة، ويرجع تسميه هذا الحي باسم الأخضر نسبه لوجود نادي الأخضر الليبي به ويمر بجانب الحي شارع العروبة.